# برلمان إنجلترا
مثل برلمان إنجلترا (بالإنجليزية: Parliament of England)‏ السلطة التشريعية في مملكة إنجلترا، واستمر وجوده منذ أوائل القرن الثالث عشر حتى عام 1707، عند اتحاده مع برلمان اسكتلندا لتشكيل برلمان مملكة بريطانيا العظمى، وذلك بعد أن شكل الاتحاد السياسي بين إنجلترا واسكتلندا مملكة بريطانيا العظمى.
قدم ويليام الفاتح في عام 1066 ما أُشير إليه في القرون اللاحقة على أنه نظام إقطاعي، وسعى من خلاله للحصول على مشورة مجلس المستأجرين الرئيسيين (الشخص الذي يحتفظ بملكية الأرض) والدراسات الكنسية قبل سن القوانين. ضمن الملك جون للمستأجرين الرئيسيين اعتماد الوثيقة العظمى في عام 1215، والتي أقرت عدم قدرة الملك على فرض أو جمع أي ضرائب (باستثناء الضرائب الإقطاعية التي اعتادوا عليها آنذاك) بدون موافقة مجلسه الملكي، الذي تطور تدريجيًا إلى ما عُرف بالبرلمان.
حدد البرلمان الإنجليزي تدريجيًا سلطة الملكية الإنجليزية على مر القرون، ويمكن القول بأن هذه العملية قد انتهت بنشوب الحرب الأهلية الإنجليزية، وإنشاء محكمة العدل العليا لمحاكمة تشارلز الأول.

## نبذة تاريخية
توجب على الملوك عادةً التشاور والسعي لكي تُقبل سياساتهم في حال رغبوا بالتمتع بتعاون رعاياهم على نطاق واسع في ظل نظام الحكم الملكي. لم يكن لدى ملوك إنجلترا الأوائل جيش عامل أو شرطة عاملة، إذ اعتمدوا على دعم الأشخاص الأقوياء. امتلك النظام الملكي وكلاءً في كل جزء من البلاد. ومع ذلك، لم يكن بالإمكان الحفاظ على قوانين التاج دون دعم النبلاء ورجال الدين في ظل النظام الإقطاعي الذي تطور في إنجلترا بعد فتح النورمان لإنجلترا في عام 1066. امتلك التاج أساسات اقتصاديةً وعسكريةً قويةً خاصةً به، وذلك من خلال ملكية مستأجريهم الكبرى للأراضي والسندات الإقطاعية (إذ احتفظ البعض بأراضيهم بشرط تأديتهم للخدمة العسكرية). كانت الكنيسة آنذاك هيئةً قانونيةً حاكمةً لنفسها فعليًا، إذ امتلكت نظامها الخاص بمحاكم القانون الديني.
دعا الملوك الإنجليز لعقد المجالس العُظمى بعد غزو النورمان لإنجلترا من أجل طلب التشاور مع النبلاء ورجال الدين الكبار بشأن القرارات الرئيسية والحصول على موافقتهم عليها. يتكون المجلس العظيم النموذجي من ركائز النظام الإقطاعي المكونة آنذاك من رؤساء الأساقفة والأساقفة والآباء والبارونات والإيرلات. كان من المستحيل على الحكومة في كثير من الأحيان أن تعمل بفعالية، بعد انهيار نظام التشاور والموافقة هذا. كانت الخلافات بين توماس بيكيت وهنري الثاني وبين الملك جون والبارونات من أبرز الأمثلة على ذلك قبل بدء عهد هنري الثالث. قُتل بيكيت -الذي شغل منصب رئيس أساقفة كانتربيري بين عامي 1162 و1170- بعد نزاع طويل مع هنري الثاني حول صلاحيات الكنيسة. أثار الملك جون -الذي كان ملكًا بين عامي 1199 و1216- مثل هذا العداء مع العديد من النبلاء البارزين لدرجة أنهم أجبروه على الموافقة على الوثيقة العظمى في عام 1215. أدى رفض الملك جون الالتزام بهذه الوثيقة إلى نشوب حرب أهلية (انظر حرب البارونات الأولى).
تطور المجلس العظيم إلى برلمان إنجلترا. بدأ استخدام مصطلح (البرلمان الفرنسي أو البرلمان اللاتيني) خلال أوائل القرن الثالث عشر، عندما لم يعد يمثل معناه العام «مناسبة للتحدث». ظهر المصطلح لأول مرة في الوثائق الرسمية في ثلاثينيات القرن الثالث عشر. يوجد اعتقاد سائد بأن البرلمانات الأولى قد امتلكت وظيفةً قضائيةً وتشريعيةً أيضًا، وذلك نتيجةً لعمل المؤرخين جي. أو. سايلز وإتش. جي. ريتشاردسون.
ازدادت دعوة الملوك لفرسان المقاطعات للاجتماع كلما رأى الملك ذلك ضروريًا خلال القرنين الثالث عشر والرابع عشر. كان صدور تعليمات للمأمورين بإرسال فرسان المقاطعات إلى البرلمان لإسداء المشورة للملك بشأن التمويل في عام 1254 أحد الأمثلة البارزة على ذلك.
دُعي إلى انعقاد البرلمانات في البداية كلما احتاج الملك إلى جمع الأموال من خلال الضرائب. أصبح هذا الأمر عُرفًا بعد الوثيقة العظمى. يعود هذا الأمر إلى حد كبير إلى حقيقة وفاة الملك جون في عام 1216 وتولي ابنه الصغير هنري الثالث زمام الحكم. حكم النبلاء ورجال الدين البارزون نيابةً عن هنري حتى بلوغه سن الرشد، ما منحهم الشعور بالقوة التي حاولوا عدم التخلي عنها. تأكد النبلاء ورجال الدين من إعادة الملك الشاب التأكيد على العمل بالوثيقة العظمى، بالإضافة إلى عدة أمور أخرى.

### البرلمان في عهد هنري الثالث
ازداد قلق النبلاء البارزين حول أسلوب حكم هنري الثالث بمجرد انتهاء عهد جون وتوليه السيطرة الكاملة على الحكم، وخاصةً بسبب عدم رغبته في التشاور معهم بشأن القرارات التي اتخذها، ورعايته الصريحة لأقاربه الأجانب على حساب رعاياه الأصليين. كان دعم هنري للغزو البابوي الكارثي لصقلية هو القمحة التي قصمت ظهر البعير. أجبر سبعة بارونات بارزين الملك هنري على القسم لدعم أحكام أكسفورد في عام 1258، والتي حلت أحكام وستمنستر محلها في العام التالي. أدى هذا إلى إلغاء الملكية الأنجلو نورمانية المطلقة بشكل فعال، بالإضافة إلى تسليم السلطة إلى مجلس مكون من خمسة عشر بارونًا، مع اجتماع البرلمان ثلاث مرات سنويًا لمراقبة أدائهم. اجتمع البرلمان ست مرات بين يونيو من عام 1258 وأبريل من عام 1262، وعُقد أبرزها في أكسفورد في عام 1258.
برز النبيل فرنسي المولد سيمون دي مونتفورت، إيرل ليستر، كقائد لهذا التمرد الإنجليزي المميز. أصبح أولئك الذين دعموا مونتفورت وأولئك الذين دعموا الملك أكثر عداءً لبعضهم البعض في السنوات اللاحقة. حصل هنري على مرسوم باباوي في عام 1263 يعفيه من قسمه، وبدأ كلا الجانبين في تعزيز جيوشهما. هُزم هنري في معركة ليويس في 14 مايو من عام 1264 وأسره جيش مونتفورت. ومع ذلك، بدأ العديد من النبلاء الذين دعموا مونتفورت في البداية بالاشتباه في تماديه في حماسته الإصلاحية، ليتراجعوا بعد ذلك عن دعمه بسرعة. طلب مونتفورت نتيجةً لما سبق عقد البرلمان دون أي إذن ملكي مسبق في عام 1264 لأول مرة في التاريخ الإنجليزي. استُدعي رؤساء الأساقفة والأساقفة والآباء والإيرلات والبارونات، كما استُدعي فارسان من كل مقاطعة وبورجيسين من كل منطقة إدارية. لطالما استُدعي الفرسان إلى المجالس السابقة، ولكن كان تمثيل المناطق الإدارية أمرًا غير مسبوق. كانت هذه خطوةً بحتةً لتعزيز موقف مونتفورت كحاكم شرعي للمملكة، بعد أن أسر هنري وابنه الأمير إدوارد (المعروف لاحقًا باسم إدوارد الأول ملك إنجلترا) في معركة ليويس.
تألف البرلمان من ممثلين عن المملكة، الأمر الذي كان الطريقة المنطقية لتأسيس مونتفورت لسلطته. استدعى مونتفورت في هذا البرلمان الفرسان والبورجيس من طبقة النبلاء الناشئة في محاولة منه لكسب التأييد الشعبي، وبالتالي أصبحت حقيقة تخلي معظم النبلاء عن حركته في صالحه. طُلب انعقاد هذا البرلمان في 14 ديسمبر من عام 1264، وعُقد بالفعل لأول مرة في 20 يناير من عام 1265 في قاعة وستمينستر، وحُل في 15 فبراير من عام 1265. لا يُمكن تأكيد من حضر هذا البرلمان بالفعل. ومع ذلك، اعتمد إدوارد الأول مخطط مونتفورت رسميًا في ما سُمي بـ«البرلمان النموذجي» لعام 1295. عُرف حضور الفرسان والبورجيس في هذا البرلمان تاريخيًا باستدعاء «العموم»، وهو مصطلح مشتق من الكلمة الفرنسية النورمانية «كوميون»، والتي تُترجم حرفيًا إلى «مجتمع المملكة».